# メデューサの朝
『メデューサの朝』（メデューサのあさ）は山野りんりんの4コマ漫画作品。

## 概要
竹書房の雑誌『まんがくらぶ』（月刊）で2001年（号数不詳）から2004年4月号まで連載されていた。単行本は全2巻。著者にとっては初めて完結させることのできた作品となる。

## 作品概要
本作品では、剛毛・多毛からハゲ・ヅラに至るまで、髪に関する多種多様な悩みを抱えた人物が多数登場し、これにまつわる悲喜交々が描かれる。自らも髪に悩む著者は、本作品を通して、人間にとって“髪”とは何なのか、なぜ人間は髪でこれほどに悩むのか、髪や他の悩みがあっても幸せに生きていくにはどうすれば良いか、などを真摯に問い、これらの問いに対する考えを示している。

## あらすじ
主人公の田野口やよいはOLで、会社では社長秘書。幼馴染で少女漫画家の池内千果と同居しているが、ある日千果が高校の後輩である薄毛の青年・臼場広一を家に連れてくる。仔犬を拾ったために以前住んでいたアパートを追い出され、千果を頼って居候させてもらおうとやって来たのだ。仔犬はメデ太と名付けられ、3人と1匹での共同生活が始まった。
特定の彼氏のいなかった やよいだったが、職場の後輩のリッちゃんが主催する合コンで好みの髪質である網野友典と出会い、交際を始める。

## 主な登場人物およびキャラクター

### レギュラーキャラ
田野口やよい（たのくち やよい）
本作品の主人公。クセ毛、乾燥、広がりやすい、剛毛、多毛、ストレートパーマは1日程度しかもたない、など髪に多くの悩みを抱える。起床時の髪の毛の状態は、さながらメデューサ（ギリシャ神話に出てくる、髪の毛が蛇の女）のように広がっている（本作品の作品名の由来である）。特に髪の多さはヘアバンドを普通に使おうとしただけで破壊されてしまうほど。しかし7種のヘアケア用品を駆使し、毎朝1時間かけて髪をまとめることにより、会社ではこの髪の性質を一切秘密にしている。髪の多さのために、同時に雨に降られても、雨が頭皮に到達するのが他人より遅い。マフラーを巻いても弾き飛ばされるほどの弾力がある。まとめたままでも頭皮が痒いときに掻けるように、竹串は常備品。
25歳。OLで会社では社長秘書をしている。“頑張り屋さん”な性格。身長158cm。
犬や猫は全身が毛で覆われており、いわば“全身が頭”であることに同情して泣き崩れるなど、涙もろい面も。
髪がサラサラのCMタレント「サマンサ」に敵愾心を抱く。
母親の多美江は強度のクセ毛で、父親の豊は天然パンチパーマ。
網野友典（あみの とものり）
やよいの恋人。ヅラ（「鬘」（かつら）の意）であるが、やよいには秘密にしている。
もともとは普通の薄毛で、1つの毛穴から毛が1本しか生えていない（常人は3本生えている）。増毛がうまくいかないので坊主にしたところ、絶壁（後頭部の形に起伏が無く、直線状かつ垂直であること）だったため、ヅラをかぶることにした。会社では、ヅラであることが一目瞭然であるにもかかわらず、誰も目を合わせてくれないために、自ら明かす機会を逸した。
当初は安物のヅラを使用していたが、蒸れないように数百万円の高級ヅラに切り換えた。これにより水泳も可能となる。
28歳。会社員。やよいとは、会社の同僚が企画した合コンで知り合う。
姉の友絵は、ハゲでヅラの夫を持ち、大手カツラメーカーで働いていたことがあり、現在は美容師をしている。また、実家には両親、祖父、叔父、2人の兄がいるが、母以外は全員ハゲか極端な薄毛である。
池内千果（いけうち ちか）
やよいの幼馴染で同居人。ストレートヘアで髪に関する悩みが一切無いという、本作品では稀有な存在。
25歳。少女漫画家。代表作は『シャンプーファイターハットマン』（作品については後記）。身近な出来事を、ネタとして即反映させる作風。
発言はストレートで辛口。
臼場広一（うすば こういち）
千果の高校時代の後輩。髪の毛が常人の3分の1ほどしかないという薄毛に悩んでいる。
22歳。フリーター（求職中）。メデ太を拾ったために以前住んでいたアパートを追い出され、千果のところに居候することになった。千果の漫画のアシスタントをしている。
ストレス性の円形脱毛症が発症することがあり、これをメデ太の毛で応急的に補ったりもする。

### 会社の人々
リッちゃん
やよいの会社での後輩。20歳。本名は不明。猫っ毛に悩んでいる。
仕事の出来るやよいを慕っている。
彼氏を通じて合コンを企画し、やよいと網野が知り合うきっかけを作った。
来客の特徴を問われ「社長よりは毛の多い方でした」と答えるなど、恐れを知らぬ発言が多い。
社長
やよいが勤める会社の社長。本名は不明。いわゆるバーコードハゲ（頭頂部の髪の本数が激減したため、側頭部の髪を伸ばして後頭部を覆うようにする髪型。バーコードのような模様に見えることから）であることと、髪そのものの減少に悩んでいる。通常の養毛・増毛のみならず、現存する髪の毛1本1本に名前をつけ、管理と育成に努めている。髪に良くないため酸性雨の日は外出禁止。いつか娘が嫁に行く日までは、髪の毛を残しておきたいと考えている。
『シャンプーファイターハットマン』の主人公に共感し、ファンとなる。
男性の新入社員は、薄毛の人間を優先的に採用する傾向がある。
桂部長（かつら ぶちょう）
やよいが勤める会社の部長。社長が他社から引き抜いてきた。自分がヅラであることをカミングアウトしている。就任時の挨拶では、常人が帽子を取って挨拶するような自然さで、ヅラを取ってお辞儀をし、「ヅラがバレるんじゃないかとビクビクするのは本末転倒です!」と発言した。外出から戻った際には、コートを脱ぐとともにヅラも取って一息つくなど、ヅラも装飾品の一部であるかのように振舞っている。

### その他
メデ太
臼場が拾ってきた犬。やよい（の髪の毛がメデューサのようであること）に因んで名付けられる。
体毛は黒々としており、人間の髪と遜色ない。
日菜ちゃん（ひなちゃん）
社長の娘。14歳、中学生。
父親と同じく『シャンプーファイターハットマン』のファンで、掲載誌を奪い合っている。
臼場のことが好きになる。
サマンサ
シャンプーのCMや、トーク番組に出演したりするタレント。サラサラストレートの髪が印象的。
やよいがライバル視しつつもファンだったりする。

### 毛根
本作品には、他にも多数の毛根が擬人化されて登場し、毛根の心理状態や毛根どうしの人間関係が髪の毛全体の状態に影響を及ぼす様子が描かれる。（例：髪の毛がうまくまとまらないのは、実は毛根どうしがまとまっていないからである、など。）
モコちゃん
やよいの毛根のうちの1人。
モーリー
臼場の毛根のうちの1人。
モリンダ
千果の毛根のうちの1人。
モドリゲス
網野の毛根のうちの1人。

### シャンプーファイターハットマン
『シャンプーファイターハットマン』は、本作品『メデューサの朝』内の作中作。池内千果の漫画作品の代表作とされる。
地球人の頭髪の運命を握る「頭髪プリンセス・ハヅキ」を、地球人の頭髪を奪おうとしている異星人から守る、戦士「シャンプーファイターハットマン」の活躍を描く作品。ハットマンは必殺技を使うたびに自らの髪の毛を犠牲としなければならない（後に、ハヅキの髪を植毛することもできるようになる）。月刊誌「ガールズ・サバイバル」で連載。
海土路葉月（みどろ はづき）
ちょっぴりドジで平凡な16歳の女子高生。
地球を狙う謎の暗黒星人達から、頭髪の運命を握る『頭髪プリンセス・ハヅキ』だが本人は何も覚えていない。
戦い終わって髪の量が減ったシャンプーファイターハットマンに、自らの髪の毛を分けてあげたりする。
特牛隼太（こっとい はやた）
葉月の幼なじみでくされ縁。
シャンプーファイター・ハットマンに変身して、頭髪プリンセス・ハヅキを守るが、守られていることを葉月は知らない。
戦うごとに髪の毛が抜けていく。
六連島将介（むつれじま しょうすけ）
ハットマンと同じくハヅキを守る『シャンプーファイター・タライマン』巨大タライを操ることができる。
必殺技は『必殺・タライ落とし!!』
桜ちゃん（さくらちゃん）
葉月の親友。シャンプーファイターハットマン達とは何の関わり合いもない。

## 書誌情報
- 単行本 - 竹書房より「バンブーコミックス」として刊行されている。全2巻完結。いずれも、付録として『シャンプーファイターハットマン』が描き下ろされ収録されている。
  - 第1巻（2003年2月27日発行） ISBN 4-8124-5768-8
  - 第2巻（2004年7月17日発行） ISBN 4-8124-5969-9